# Ioanna Zakka
Ioanna Zakka (griechisch Ιωάννα Ζάκκα, * 28. Mai 1996) ist eine griechische Leichtathletin, die sich auf den Hochsprung spezialisiert hat.

## Sportliche Laufbahn
Erste internationale Erfahrungen sammelte Ioanna Zakka im Jahr 2015, als sie bei den Junioreneuropameisterschaften in Eskilstuna mit übersprungenen 1,75 m den neunten Platz belegte, und anschließend erreichte sie bei den Balkan-Meisterschaften in Pitești mit 1,79 m Rang fünf. Im Jahr darauf klassierte sie sich bei den Balkan-Meisterschaften in Istanbul mit 1,78 m auf dem fünften Platz und auch bei den Freiluftmeisterschaften in Pitești wurde sie mit 1,78 m Fünfte. 2018 erreichte sie bei den Balkan-Meisterschaften in Stara Sagora mit einer Höhe von 1,70 m Rang zwölf und 2021 schied sie bei den Halleneuropameisterschaften in Toruń mit 1,87 m in der Qualifikation aus und Ende Juni belegte sie bei den Balkan-Meisterschaften in Smederevo mit 1,86 m den fünften Platz.
In den Jahren 2016 und 2018 wurde Zakka griechische Meisterin im Hochsprung im Freien und 2016, 2020 und 2021 wurde sie Hallenmeisterin im Hochsprung.

## Persönliche Bestleistungen
- Hochsprung: 1,91 m, 19. Juli 2020 in Athen
  - Hochsprung (Halle): 1,87 m, 5. März 2021 in Toruń